# ポーリーヌ・フェリシテ・ド・マイイ＝ネール
ポーリーヌ・フェリシテ・ド・マイイ＝ネール（Pauline Félicité de Mailly-Nesle, 1712年 - 1741年9月9日）は、フランス王ルイ15世の公妾。ネール姉妹の次女。ヴァンティミール侯爵夫人の称号で一般に呼ばれる。

## 生涯
ポーリーヌ・フェリシテは、姉妹が10代で結婚していく中でなぜか縁がなく、20代の半ばになっても結婚しなかった。これは当時の貴族の娘としてはかなり遅い。ところが1738年、宮廷に上がって公妾となっていた姉ルイズ・ジュリーに呼ばれてヴェルサイユに赴いたことから人生が変わった。
ポーリーヌ・フェリシテは姉と同じかそれ以上に、同時代人からその顔の美しさによっては評価されていない。背が高く、目つきも不遜で、首の長いことについては王からからかわれたこともある。妹に擲弾兵のようだと言われもした。しかし、王を楽しませることについては姉と同等以上の能力を発揮した。やがてルイズ・ジュリーに飽きはじめていた王は、妹を愛妾にしようと考えるようになった。王は彼女をヴァンティミール侯爵と結婚させて身分と地位を与えた上で、やがて自らの愛妾とした。予想外にも妹がライバルとなったルイズ・ジュリーは、後のように追い出されることはなかったが、なんとも動きようのない立場に立たされた。
新しい愛妾に王はショアジーの城館を与え、かなりの時間をそこで過ごした。ポーリーヌ・フェリシテは王の子を妊娠し、ドミ＝ルイと呼ばれるリュク侯を出産したが、その後彼女の様態が急変し、死亡した。繊細だった王は彼女の死にショックを受け、しばらく自らの行いを反省するかに見えたが、王の意志は常に長続きせず、一時は関係を回復しかけたルイズ・ジュリーも見捨てて新しい愛妾を探すようになった。
ポーリーヌ・フェリシテは姉と違い、権勢欲が旺盛で、人事に介入し、王にフルーリーやモールパを退けるよう働きかけた。この路線は妹マリー・アンヌに受け継がれた。